# Webb (Alabama)
Pour les articles homonymes, voir Webb.
Webb est une municipalité américaine située dans le comté de Houston en Alabama.
Selon le recensement de 2010, sa population est de 1 430 habitants. La municipalité s'étend alors sur une superficie de 11,40 milles carrés (29,53 km2).
La localité est fondée par B. F. Webb, à qui elle doit son nom. Elle devient une municipalité au début XXe siècle,.

## Démographie
| 1910 | 1920 | 1930 | 1940 | 1950 | 1960 |
| ---- | ---- | ---- | ---- | ---- | ---- |
| 256  | 415  | 400  | 379  | 344  | 331  |

| 1970 | 1980 | 1990  | 2000  | 2010  | - |
| ---- | ---- | ----- | ----- | ----- | - |
| 354  | 448  | 1 039 | 1 298 | 1 430 | - |